# Merlanfrit
Merlanfrit était un média vidéoludique francophone d'analyse critique dans le domaine du jeu vidéo et de la ludologie.

## Présentation
Ouvert le 20 octobre 2011 par Sachka Duval, Anthony Jauneaud et Martin Lefebvre, le site propose analyses et critiques du jeu vidéo.
Il fait également une étude sociale du jeu vidéo. Il s'attache davantage à la critique de fond qu'aux dernières nouveautés. Il s’intéresse également largement à la production indépendante.
Le 25 février 2014, Martin Lefebvre, représentant du site, était l'invité par le magazine de jeu vidéo français Games, à la Gaîté lyrique (centre culturel consacré aux arts numériques et aux musiques actuelles), à Paris, pour le débat « Quel avenir pour le jeu vidéo indépendant en France ? », et en particulier du domaine des jeux vidéo indépendants en France.